# 8047 Akikinoshita
8047 Akikinoshita (1995 BT3) là một tiểu hành tinh vành đai chính được phát hiện ngày 31 tháng 1 năm 1995 bởi T. Kobayashi ở Oizumi.